# Kapamilya Channel
Kapamilya Channel ist ein Kabelfernsehsender des philippinischen Medienunternehmens ABS-CBN Corporation. Die erste Ausstrahlung erfolgte am 13. Juni 2020 um 5:30 Uhr (PST) mit der Kapamilya Daily Mass als erstem Programm gestartet. Der Sender wurde als vorläufiger Ersatz für das terrestrische ABS-CBN-Hauptnetz eingerichtet, das am 5. Mai 2020 aufgrund des Erlöschens seiner gesetzlichen Bestimmungen den von der National Telecommunications Commission (NTC) angeordneten frei empfangbaren Rundfunkbetrieb einstellte. Es enthält viele Programme, die ABS-CBN vor dem Stillstand ausgestrahlt hat.